# Мистерия в 4-тия час
Мистерия в 4-тия час (на корейски: 4교시 추리영역, на английски: 4th Period Mystery), е южнокорейски трилър от 2009 г. с участието на Ю Сънг Хо и Канг Со Ра.
Премиерата му е на 12 август 2009 г., като привлича общо 67 602 зрители.
Снимките на филма се състоят в средното училище Сонгса, разположено в Гоянг.

## Сюжет
Джунг Хун (Ю Сънг Хо) е най-добрият ученик в класа. Неговият съученик, Те Гю (Чо Санг Гън), се възползва от всяка възможност, за да го предизвика вербално и физически. Двамата са известни врагове сред другите ученици.
Един ден Те Гю напада Джунг Ху и последният заплашва Те Гю с нож - действие, на което става свидетел друг ученик. Малко след началото на 4-тия учебен час Джунг Ху се връща в класната стая и намира Те Гю. Момчето е намушкано с нож многократно. Шокиран, Джунг Ху взема окървавения нож от близкия чин. Точно тогава се появява съученичката му Да Джунг (Канг Со Ра). За негово щастие тя не само вярва, че той е невинен, но и му предлага да му помогне да разгадае мистерията и да хване истинския убиец – задача, която става особено спешна поради факта, че след 40 минути часът ще е свършил, останалите от класа ще се върнат в стаята и тялото ще бъде намерено.
Двамата се впускат в търсене на убиеца и скоро откриват, че почти всички са заподозрени. Още по-обезпокоителен е фактът, че убиецът вече е по петите им.

## Актьорски състав
- Ю Сънг Хо
- Канг Со Ра
- Чо Санг Гън
- Чон Джун Хонг
- Чонг Сонг Йонг
- Пак Чул Мин
- И Йонг Джин
- Ким Донг Бом
- Им Су Хянг
- Сонг Хюк